# イナズマイレブンシリーズ
イナズマイレブンシリーズは、レベルファイブが開発・発売しているサッカーRPGのシリーズ作品およびメディアミックス作品の総称。

## シリーズ一覧
| 2008 | イナズマイレブン                                              |
| 2009 | イナズマイレブン2 脅威の侵略者 ファイア/ブリザード            |
| 2010 | イナズマイレブン3 世界への挑戦!! スパーク/ボンバー/ジ・オーガ |
| 2011 | イナズマイレブンGO シャイン/ダーク                            |
| 2012 | イナズマイレブンGO2 クロノ・ストーン ネップウ/ライメイ        |
| 2012 | イナズマイレブン1・2・3!! 円堂守伝説                          |
| 2013 | イナズマイレブンGO ギャラクシー ビッグバン/スーパーノヴァ     |
| 2014 |                                                               |
| 2015 |                                                               |
| 2016 |                                                               |
| 2017 |                                                               |
| 2018 |                                                               |
| 2019 |                                                               |
| 2020 |                                                               |
| 2021 |                                                               |
| 2022 |                                                               |
| 2023 |                                                               |
| 2024 |                                                               |
| 2025 | イナズマイレブン 英雄たちのヴィクトリーロード                 |
| 2026 | イナズマイレブン RE                                           |

### 本編作品
- イナズマイレブン（ニンテンドーDS、2008年8月22日）
  - イナズマイレブン for ニンテンドー3DS（ニンテンドー3DS、2018年7月20日）
  - イナズマイレブン RE（Nintendo Switch、PlayStation 4、PlayStation 5、Steam、2026年以降発売予定）
- イナズマイレブン2 脅威の侵略者 ファイア/ブリザード（ニンテンドーDS、2009年10月1日）
- イナズマイレブン3 世界への挑戦!! スパーク/ボンバー/ジ・オーガ（ニンテンドーDS、スパーク・ボンバー∶2010年7月1日、ジ・オーガ∶2010年12月16日）
- イナズマイレブン1・2・3!! 円堂守伝説（3DS、2012年12月26日）
- イナズマイレブンGO シャイン/ダーク（3DS、2011年12月15日）
- イナズマイレブンGO2 クロノ・ストーン ネップウ/ライメイ（3DS、2012年12月13日）
- イナズマイレブンGO ギャラクシー ビッグバン/スーパーノヴァ（3DS、2013年12月5日）
- イナズマイレブン 英雄たちのヴィクトリーロード（Nintendo Switch、Nintendo Switch 2、PlayStation 4、PlayStation 5、Xbox Series X/S、Steam、2025年11月14日以降発売予定）
  - ※旧題『イナズマイレブン アレスの天秤』から『イナズマイレブン 英雄たちのグレートロード』に改題。2022年7月に上記タイトルへ再改題。

### スピンオフ作品
- イナズマイレブン ストライカーズ（Wii、2011年7月16日）
- イナズマイレブン ストライカーズ 2012エクストリーム（Wii、2011年12月22日）
- イナズマイレブンGO ストライカーズ 2013（Wii、2012年12月20日）

### アーケードゲーム
- イナズマイレブン 爆熱サッカーバトル
- イナズマイレブンGO バトルスタジアム
- イナズマイレブンGO バトリズム
- イナズマイレブンAC ドリームバトル
- イナズマイレブンAC オールスターズ

### 派生作品
- イナズマイレブン ダッシュ (モバイルゲーム)

2010年12月23日よりゲームポータルサイト『ROID』で配信のシリーズ初の携帯アプリゲーム。ROID終了後ゲームポータルサイト『レイトン教授モバイルR』で配信されていたが、2014年8月31日にサービスを終了。
- イナズマイレブン モバイル (モバイルゲーム)

2010年7月1日より3キャリア対応の公式モバイルサイトとして運営を開始。2013年5月20日にサービスを終了。
- イナズマイレブン エブリデイ!! (3DS)
  - イナズマイレブン エブリデイ!!＋ (iOS・Android)

2017年6月30日より配信のシミュレーションゲーム。2012年にシリーズ5周年キャンペーンで配信された限定非売品ニンテンドー3DSダウンロードソフト『イナズマイレブン エブリデイ!!』に追加要素を加えたものとなっている。
- LINE パズル de イナズマイレブン (iOS・Android)

2013年12月24日より配信のLINE上のアクションパズルゲーム。2014年9月29日にサービスを終了。
- イナズマイレブン オンライン (ハンゲーム)
- イナズマイレブン SD (iOS・Android)

2020年1月3日より配信のアプリゲーム。当初は2019年10月配信予定だったが、12月上旬の延期を発表。12月6日に事前登録を開始し、配信を12月下旬に変更の末、12月23日に2020年1月3日に配信すると発表した。
歴代の選手も登場する超次元オールスターゲーム。キャラクターがSDサイズのフィギュアでおはじき型のトイ・サッカーゲームとなっている。2020年12月1日にサービスを終了。

### 開発中止作品
- イナズマイレブン ブレイク！
- イナズマイレブン フューチャー (モバイルゲーム)

2009年よりゲームポータルサイト『ROID』で配信予定だったが、結局配信されなかった。スペイン人のブログにてベータ版が作られていたことが明らかにされた。
- イナズマイレブン・アツメヨーゼ！！ (iOS)
- イナズマイレブン アレスの天秤（Nintendo Switch、PlayStation 4、iOS・Android）

## メディア展開

### 漫画
- 『イナズマイレブン』（作：やぶのてんや）
- 『イナズマイレブン 爆外伝集』（作：こしたてつひろ）
- 『イナズマイレブン 4コマ&クイズ全百科』（作：百丸）
- 『イナズマイレブン SPECIAL』（作：吉祥寺笑）
- 『イナズマイレブンGO』（作：やぶのてんや）
- 『イナズマイレブンGO 爆外伝集』（作：こしたてつひろ）
- 『イナズマイレブンGO 4コマ&クイズ全百科』（作：百丸）
- 『イナズマイレブンGO2 4コマ&クイズ全百科』（作：百丸）
- 『イナズマイレブンGO ギャラクシー 4コマ&クイズ全百科』（作：百丸）
- 『イナズマイレブンGO アンソロジー! 』（作：八神千歳）
- 『イナズマイレブン Reloaded』（作：やぶのてんや）
- 『イナズマイレブン アレスの天秤』（作：おおばあつし）
- 『イナズマイレブン〜ペンギンを継ぐ者〜』（作：やぶのてんや）
- 『イナズマイレブン アレスの天秤 4コマ&クイズクラブ』（作：杉谷和彦）
- 『イナズマイレブン SELECTION』（作：やぶのてんや）
- 『イナズマイレブン アウターコード アンソロジー』
- 『ほのスト！ 〜豪炎寺のひとりごと〜』（作：あさだみほ）

### アニメ
- イナズマイレブン（2008年 - 2011年）
- イナズマイレブンGO（2011年 - 2014年）
- イナズマイレブン アレスの天秤（2018年）
- イナズマイレブン オリオンの刻印（2018年 - 2019年）

### 劇場版
- 劇場版イナズマイレブン 最強軍団オーガ襲来（2010年）
- 劇場版イナズマイレブンGO 究極の絆 グリフォン（2011年）
- 劇場版イナズマイレブンGO vs ダンボール戦機W（2012年）
- イナズマイレブン 超次元ドリームマッチ（2014年）
- イナズマイレブン・ザ・ムービー 2025（2024年）[3]
  - 映画 イナズマイレブン総集編 伝説のキックオフ
  - 劇場版 イナズマイレブン 新たなる英雄たちの序章

## 公式サイト
- イナズマイレブンシリーズ
- イナズマワールド
- イナズマイレブン公式 (@inazuma_project) - X